# Lagynochthonius harveyi
Espèce
Synonymes
- Lagynochthonius microdentatus Hu & Zhang, 2012 nec Mahnert, 2011

Lagynochthonius harveyi est une espèce de pseudoscorpions de la famille des Chthoniidae.

## Distribution
Cette espèce est endémique du Yunnan en Chine.

## Description
Les mâles mesurent de 1,08 à 1,38 mm et les femelles de 1,02 à 1,60 mm.

## Étymologie
Cette espèce est nommée en l'honneur de Mark Stephen Harvey.

## Publications originales
- Zhang & Zhang, 2014 : Two new species of the pseudoscorpion genus Lagynochthonius from China (Pseudoscorpiones: Chthoniidae). Entomologica Fennica, vol. 25, no 4, p. 170-179.
- Hu & Zhang, 2012 : A new species of Lagynochthonius (Pseudoscorpions: Chthoniidae) from Yunnan Province, China. Acta Arachnologica, vol. 61, no 1, p. 21–25.